# Elīza Tīruma
Elīza Tīruma; po mężu Cauce (ur. 21 sierpnia 1990 w Siguldzie) – łotewska saneczkarka, dwukrotna brązowa medalistka igrzysk olimpijskich, trzykrotna medalistka mistrzostw świata, siedmiokrotna medalistka mistrzostw Europy.

## Lata młodości
Tīruma pochodzi ze sportowej rodziny. Ma trzy siostry: Maiję, która również jest saneczkarką i brała udział w igrzyskach olimpijskich w 2002, 2006 i 2010, Solvitę, która jest instruktorem jazdy na nartach oraz Martę, która także trenowała saneczkarstwo. W dzieciństwie była członkinią grupy tanecznej "Dzimas", a także trenowała skok wzwyż i skok w dal. Saneczkarstwo uprawia od 2006 i od tegoż roku jest członkinią kadry narodowej. Jest absolwentką gimnazjum sportowego w Murjāņi oraz liceum w Krimuldzie.

## Kariera
W sezonie 2008/2009 zajęła 20. miejsce w klasyfikacji końcowej juniorskiego Pucharu Świata w jedynkach. W sezonie 2009/2010 była 13. w klasyfikacji generalnej Pucharu Świata juniorów w jedynkach i 39. w Pucharze Świata w tej samej konkurencji. W 2010 uplasowała się na 4. pozycji w sztafecie i 14. w jedynkach na mistrzostwach świata juniorów. W sezonie 2010/2011 zajęła 23. miejsce w klasyfikacji końcowej PŚ, a w sezonie 2011/2012 rywalizację zakończyła na 14. pozycji. W 2012 była 12. w dwójkach na mistrzostwach świata do lat 23, 6. w sztafecie i 14. w jedynkach na mistrzostwach Europy oraz 24. w jedynkach na mistrzostwach świata. W sezonie 2012/2013 uplasowała się na 11. pozycji w klasyfikacji generalnej PŚ w jedynkach. W 2013 zajęła 4. miejsce w sztafecie i 7. w jedynkach na mistrzostwach Europy, a także była 3. w sztafecie i 10. w jedynkach na mistrzostwach świata. 
W 2014 została srebrną medalistką mistrzostw Europy w sztafecie, a także była 7. w jedynkach. W tym samym roku wystartowała na igrzyskach olimpijskich w jedynkach i sztafecie. W pierwszej konkurencji zajęła 12. miejsce z czasem 3:23,071 s, a w drugiej wywalczyła brązowy medal z czasem 2:47,295 s, stając się w ten sposób pierwszą kobietą, która zdobyła medal zimowych igrzysk olimpijskich dla Łotwy po odzyskaniu niepodległości przez ten kraj. Na mistrzostwach Europy w 2015 zdobyła brązowy medal w sztafecie oraz zajęła 9. miejsce w jedynkach kobiet. W 2016 wywalczyła wicemistrzostwo świata w sztafecie, a także zajęła 5. miejsce w jedynkach. Ponadto została wicemistrzynią Europy w jedynkach i sztafecie. W 2017 roku zdobyła brązowy medal mistrzostw Europy w sztafecie, a także zajęła 6. miejsce w jedynkach.
W zawodach Pucharu Świata Estonka 17 razy stawała na podium w tym 2 razy zwyciężała (raz w konkurencji jedynek i raz w rywalizacji sztafet).
Po sezonie 2021/2022 zakończyła sportową karierę.

## Życie osobiste
Zamężna z koszykarzem Robertsem Caucisem, którego poślubiła w 2015. Para rozwiodła się w 2020 roku, a Elīza powróciła do nazwiska panieńskiego.  

## Osiągnięcia

### Igrzyska olimpijskie
| Rok  | Miejsce    | Jedynki | Drużyna mieszana |
| ---- | ---------- | ------- | ---------------- |
| 2014 | Soczi      | 12.     | 3.               |
| 2018 | Pjongczang | 16.     | -                |
| 2022 | Pekin      | 8.      | 3.               |

### Mistrzostwa świata
| Rok  | Miejsce    | Jedynki | Jedynki-sprint | Drużyna mieszana |
| ---- | ---------- | ------- | -------------- | ---------------- |
| 2012 | Altenberg  | 24.     | nie rozgrywano | -                |
| 2013 | Whistler   | 10.     | nie rozgrywano | 3.               |
| 2015 | Sigulda    | 13.     | nie rozgrywano | 7.               |
| 2016 | Königssee  | 5.      | 8.             | 2.               |
| 2017 | Igls       | dnf     | 13.            | -                |
| 2019 | Winterberg | 11.     | 9.             | -                |
| 2020 | Soczi      | 14.     | 3.             | -                |
| 2021 | Königssee  | 9.      | 17.            | -                |

### Mistrzostwa Europy
| Rok  | Miejsce      | Jedynki | Drużyna mieszana |
| ---- | ------------ | ------- | ---------------- |
| 2012 | Paramonowo   | 14.     | 6.               |
| 2013 | Oberhof      | 7.      | 4.               |
| 2014 | Sigulda      | 7.      | 2.               |
| 2015 | Soczi        | 9.      | 3.               |
| 2016 | Altenberg    | 2.      | 2.               |
| 2017 | Königssee    | 6.      | 3.               |
| 2018 | Sigulda      | 7.      | -                |
| 2019 | Oberhof      | 11.     | 3.               |
| 2020 | Lillehammer  | 10.     | -                |
| 2021 | Sigulda      | 6.      | 2.               |
| 2022 | Sankt Moritz | 6.      | -                |

### Puchar Świata

#### Miejsca w klasyfikacji generalnej
| Sezon     | Miejsce |
| --------- | ------- |
| 2009/2010 | 39.     |
| 2010/2011 | 23.     |
| 2011/2012 | 14.     |
| 2012/2013 | 11.     |
| 2013/2014 | 15.     |
| 2014/2015 | 7.      |
| 2015/2016 | 7.      |
| 2016/2017 | 11.     |
| 2017/2018 | 13.     |
| 2018/2019 | 8.      |
| 2019/2020 | 9.      |
| 2020/2021 | 6.      |
| 2021/2022 | 5.      |

#### Zbiorcze zestawienie podium w zawodach Pucharu Świata
| Lokata     | Jedynki | Jedynki – sprint | Sztafeta mieszana | Razem |
| ---------- | ------- | ---------------- | ----------------- | ----- |
| 1. miejsce | 1       | 0                | 1                 | 2     |
| 2. miejsce | 1       | 0                | 6                 | 7     |
| 3. miejsce | 2       | 0                | 6                 | 8     |
| Razem      | 4       | 0                | 13                | 17    |

#### Miejsca na podium w zawodach Pucharu Świata - indywidualnie
| Lp. | Data       | Miejsce    | Konkurencja | Lokata |
| --- | ---------- | ---------- | ----------- | ------ |
| 1.  | 14.02.2016 | Altenberg  | jedynki     | 2      |
| 2.  | 25.01.2020 | Sigulda    | jedynki     | 3      |
| 3.  | 22.02.2020 | Winterberg | jedynki     | 1      |
| 4.  | 19.12.2020 | Winterberg | jedynki     | 3      |

#### Miejsca na podium w zawodach Pucharu Świata - drużynowo
| Lp. | Data       | Miejsce     | Konkurencja       | Lokata |
| --- | ---------- | ----------- | ----------------- | ------ |
| 1.  | 01.03.2015 | Soczi       | sztafeta mieszana | 3      |
| 2.  | 29.11.2015 | Igls        | sztafeta mieszana | 2      |
| 3.  | 05.12.2015 | Lake Placid | sztafeta mieszana | 2      |
| 4.  | 10.01.2016 | Sigulda     | sztafeta mieszana | 2      |
| 5.  | 14.02.2016 | Altenberg   | sztafeta mieszana | 3      |
| 6.  | 15.01.2017 | Sigulda     | sztafeta mieszana | 3      |
| 7.  | 05.02.2017 | Oberhof     | sztafeta mieszana | 3      |
| 8.  | 26.02.2017 | Altenberg   | sztafeta mieszana | 2      |
| 9.  | 14.01.2018 | Oberhof     | sztafeta mieszana | 2      |
| 10. | 10.02.2019 | Oberhof     | sztafeta mieszana | 3      |
| 11. | 23.02.2020 | Winterberg  | sztafeta mieszana | 3      |
| 12. | 10.01.2021 | Sigulda     | sztafeta mieszana | 2      |
| 13. | 02.02.2022 | Winterberg  | sztafeta mieszana | 1      |